# Marko Jovanović
Marko Jovanović (26 de março de 1988) é um futebolista profissional sérvio que atua como defensor.

## Carreira
Marko Jovanović representou a Seleção Sérvia de Futebol, nas Olimpíadas de 2008. 